# Phaonia ningwuensis
Phaonia ningwuensis är en tvåvingeart som beskrevs av Wang och Xue 1998. Phaonia ningwuensis ingår i släktet Phaonia och familjen husflugor. Inga underarter finns listade i Catalogue of Life.